# Карбонат серебра(I)
Карбонат серебра(I) — неорганическое соединение, серебряная соль угольной кислоты. Химическая формула Ag2CO3.

## Свойства
Светло-жёлтое кристаллическое вещество, нерастворимое в воде. Растворим в растворах аммиака, цианида калия.
Образуется в виде характерного осадка при действии растворов карбонатов или гидрокарбонатов металлов на водорастворимые соли серебра.
Карбонат серебра(I) можно получить, добавив к нитрату серебра(I) разбавленный карбонат натрия, в результате получится карбонат серебра(I) и нитрат натрия:
{\displaystyle {\mathsf {2AgNO_{3}+Na_{2}CO_{3}\longrightarrow Ag_{2}CO_{3}\downarrow +2NaNO_{3}}}}
При нагревании разлагается:
{\displaystyle {\mathsf {Ag_{2}CO_{3}\ {\xrightarrow {218\ ^{o}C}}Ag_{2}O+CO_{2}}}}
{\displaystyle {\mathsf {2Ag_{2}CO_{3}\ {\xrightarrow {280\ ^{o}C}}4Ag+2CO_{2}+O_{2}}}}